# Concurso Espanha
O Concurso Espanha (em espanhol Concurso España) foi uma competição de futebol espanhola, organizada pela Federación Española de Clubs de Foot-ball (FECF), precursora da Real Federação Espanhola de Futebol (RFEF). Foi criada como uma nova competição na que os jogadores estrangeiros tinham permitido jogar, após eles terem sido banidos da Copa do Rei. Apenas foi jogada uma única edição por enteiro em 1912, a qual foi ganhada pelo Deportivo La Coruña. Ela foi oficialmente reconhecida pela RFEF o 25 de março de 2023.
Em 1913, a Real Unión Española de Clubs de Foot-ball (RUECF), uma divisão da FECF, organizou uma competição semelhante chamada Copa Espanha (em espanhol Copa España), da que não se chegou a disputar a fase final.

## História

### Proibição de jogadores estrangeiros na Copa do Rei
Durante a Copa do Rei de 1911, houve uma grande polêmica em relação á participação dos jogadores estrangeiros. O Deportivo La Coruña e a Academia de Ingenieros desistiram antes do sorteio. Durante o torneio, houve mais protestos e ameaças de retirada de alguns times. Após o jogo entre o Athletic Bilbau e o Fortuna Vigo, a Real Sociedad protestou alegando o alinhamento ilegal de dois jogadores ingleses na equipa do Athletic. A FECF rejeitou o protesto e a Real Sociedad retirou-se da competição. A maioria dos times restantes ameaçaram com fazer o mesmo, assim que o Athletic decidiu não usar mais esses jogadores, mas recusou o pedido do Fortuna Vigo de repetir a partida já jogada. Esta disputa foi um fator crucial na decisão do Athletic Bilbao de contratar somente jogadores bascos locais a partir de então, uma política do clube que continua até o século XXI.
Para a Copa do Rei de 1912, a FECF não permitiu o alinhamento de jogadores estrangeiros. Especificamente, o ponto 7 das regras da competição estabelecia que: "os jogadores que compõem as equipas para este campeonato e seus suplentes devem ser espanhóis, considerando-se como tal aqueles que o são de acordo com a Constituição do Estado Espanhol".

### Concurso Espanha da FECF  (1912-13)
Em maio de 1912, a assembléia da FECF decidiu criar um novo torneio no qual os jogadores estrangeiros puderem participar. A ideia surgira seis meses antes, como compensação por não lhes permitir jogar a Copa do Rei. A competição foi chamada Concurso España e foi projetada para ser disputada todos os anos. Qualquer clube filiado à FECF podia inscrever-se, mas apenas o fizeram os clubes galegos Deportivo La Coruña, Vigo FC e Pontevedra Sporting Club, este último desistindo antes da realização do torneio, deixando assim a competição num confronto direto entre Deportivo e Vigo. O jogo final começou na Corunha o 7 de setembro de 1912. Quando o resultado era 4–3 a favor do Deportivo e faltavam poucos minutos para o final, a partida foi suspensa por falta de luz. Os minutos restantes foram jogados no dia seguinte. O jogo terminou sem modificações no placar, vencendo o Deportivo La Coruña o torneio. A seguir foi jogado  um amistoso entre os dois clubes, o qual foi ganhado pelo Vigo por 3–2. Este torneio foi oficialmente reconhecido pela RFEF o 25 de março de 2023.
Na já antes referida assembléia da FECF de maio de 1912, houve uma cisão federativa. Vários clubes, incluindo a Real Sociedad e o FC Barcelona, decidiram deixar a FECF após divergências, formando no final do ano a sua própria federação em San Sebastián, a Real Unión Española de Clubs de Foot-ball (RUECF). A FECF publicou as regras para a disputa da segunda edição do Concurso España, cujas finais começariam o 6 de setembro de 1913, mas isto não ocorreu porque naquela altura as duas federações acima mencionadas já estavam em pleno processo de dissolução e constituição da nova Real Federação Espanhola de Futebol (RFEF).

### Copa Espanha da RUECF (1913)
A nova RUECF começou imediatamente a organizar as suas próprias competições, primeiro com a disputa da sua própria Copa do Rei de 1913, e depois com o seu torneio chamado Copa España no qual podiam participar os jogadores estrangeiros. Os clubes participantes foram FC Barcelona, Catalá SC, Pontevedra Auténtico, Real Club Coruña, Irún Sporting, Club Deportivo Bilbao e Real Sociedad, dos quais FC Barcelona, Pontevedra Auténtico e Real Sociedad se classificaram para a fase final, que estava marcada para os dias 25, 26 e 27 de julho. Porém, posteriormente foi adiada para o final de agosto, mas não se concretizou porque nessa altura a RUECF e a FECF estavam em pleno processo de dissolução e constituição da nova RFEF.

## Campeões
| Temporada | Campeão             | Vice-campeão | Resultado |
| --------- | ------------------- | ------------ | --------- |
| 1912      | Deportivo La Coruña | Vigo FC      | 4–3       |